# Zbigniew Krzywański
Zbigniew Artur Krzywański (ur. 19 sierpnia 1961 w Drawsku Pomorskim) – polski gitarzysta i kompozytor. Członek Akademii Fonograficznej ZPAV.
Był gitarzystą zespołu Republika, który współtworzył z Grzegorzem Ciechowskim, Sławomirem Ciesielskim, Pawłem Kuczyńskim. Jest współkompozytorem (z Ciechowskim) wielu piosenek Republiki, np. „Mamona”, „My Lunatycy”. W latach 90. nawiązał współpracę z Leszkiem Biolikiem. Pracował z Jackiem Bończykiem nad płytą Depresjoniści i stworzył z nim zespół Depresjoniści (dawniej Bończyk Krzywański). Współpracuje z Polskim Radiem i Telewizją Polską przy produkcjach muzycznych.
Laureat Złotej Maski za sezon teatralny 2012-2013 za muzykę do musicalu Zorro libretto Jacek Bończyk Teatr Muzyczny w Łodzi.

## Życiorys
Ukończył ddukację muzyczną w Ognisku Muzycznym w Drawsku Pomorskim. Jego pierwszym instrumentem był akordeon, później zaczął grać także na gitarze. W szkole średniej od 1976 udzielał się w rockowym zespole, który założył z kolegami w Domu Kultury w Drawsku Pomorskim.
W 1980 rozpoczął studia na Wydziale Biologii Uniwersytetu Mikołaja Kopernika w Toruniu Miesiąc po rozpoczęciu studiów poznał Grzegorza Ciechowskiego, Pawła Kuczyńskiego i Sławomira Ciesielskiego, z którymi założył zespół Republika. W latach 1986–1990, w przerwie działalności Republiki, wraz z Kuczyńskim i Ciesielskim założył zespół Opera, z którym nagrał jeden album. Z Republiką wydał kilkanaście płyt, zagrał kilkaset koncertów w Polsce, Europie i Ameryce Płn., m.in. na festiwalach Roskilde w Danii (1984) i Ruis Rock w Finlandii (1984). Wraz z Republiką wziął udział w widowisku teatralnym „Republika – Rzecz Publiczna” w Teatrze Wielkim w Łodzi.
Po zakończeniu działalności Republiki w związku ze śmiercią Grzegorza Ciechowskiego nawiązał współpracę z Jackiem Bończykiem, z którym stworzył musical Terapia Jonasza (Teatr Rozrywki w Chorzowie), Obywatel (Teatr Wilama Horzycy w Toruniu), Kot w butach (Teatr Wilama Horzycy w Toruniu, Teatr Syrena w Warszawie, Teatr Rozrywki w Chorzowie), musical Zorro (Teatr Muzyczny w Łodzi, Teatr Rozrywki w Chorzowie) i śpiewogrę „Bajki dla niegrzecznych dzieci” (Teatr Jaracza w Olsztynie) na podstawie piosenek Marka Materny. Od 2004 jest liderem zespołu Depresjoniści (firmowany wcześniej jak Bończyk-Krzywański), który założył z Jackiem Bończykiem. Efektem pracy zespołu są płyty: Depresjoniści (2005) i Ideologia snu (2010) oraz album z piosenkami ze spektaklu Terapia Jonasza pod tym samym tytułem (2009). Od 2013 tworzy z Jackiem Bończykiem duet „Czarno-białe ślady”, który prezentuje na koncertach piosenki Republiki i Depresjonistów w wersjach akustycznych. W latach 2014–2015 brał udział w projekcie Nowe Sytuacje, który przypomina na koncertach piosenki zespołu Republika.
Skomponował muzykę do czterech sztuk teatralnych dla teatru Baj Pomorski w Toruniu: Pinokio (reż. Paweł Aigner), Amelka Bóbr i Król na dachu (reż. Paweł Aigner), Karampuk, czyli królik z kapelusza (reż. Ireneusz Maciejewski). Robinson Crusoe (reż. Zbigniew Lisowski). W 2015 rozpoczął współpracę z Mariolą i Januszem Słomińskimi, z którymi stworzył dwie sztuki teatralne dla dzieci: Rosnę (Kujawsko-Pomorski Teatr Muzyczny w Toruniu, Teatr Pleciuga w Szczecinie, Teatr Lalki i Aktora w Łomży) i Zmyślanka (Teatr Animacji w Poznaniu). W 2017 pracował przy spektaklu „Proces” w Teatrze Lalki i Aktora w Łomży (reż. Jarosław Antoniuk).
Od 2003 zajmuje się również produkcją muzyki dla telewizji i radia.
W 2009 otrzymał medal Stowarzyszenia Autorów ZAiKS.

## Filmografia
- Historia polskiego rocka (2008, film dokumentalny, reżyseria: Leszek Gnoiński, Wojciech Słota)